# قشلاق الله‌وردی
قشلاق الله‌وردی یک منطقهٔ مسکونی در ایران است که در دهستان قشلاق غربی واقع شده‌است.